# Vjacseszlav Valerijovics Hlazkov
Vjacseszlav Valerijovics Hlazkov (ukránul: В'ячеслав Валерійович Глазков; Luhanszk, 1984. október 15.) ukrán amatőr ökölvívó.

## Eredményei
- 2005-ben a világbajnokságon a nyolcaddöntőben szenvedett vereséget a későbbi bajnok kubai Odlanier Solístól.
- 2007-ben ezüstérmes a világbajnokságon szupernehézsúlyban. A döntőben az olasz Roberto Cammarelletól szenvedett vereséget.
- 2008-ban bronzérmes az olimpián szupernehézsúlyban.

## Profi karrierje
2009. július 2-án Moszkvában, első profi találkozóján a török Özcan Cetinkayát győzte le pontozással.